# 藤原京 (作家)
藤原 京（ふじわら たかし、1967年3月11日 - ）は、日本の小説家。
東京都出身、神奈川県横浜市育ち、専修大学文学部国文学科卒業。出版社勤務を経て、1993年に第2回集英社ファンタジーロマン大賞を受賞し、作家デビューする。
上記の受賞作『龍王の淡海』はファンタジー色が強かったが、徐々にオカルト・ミステリー色が強くなり、その独特のアクの強い表現や緻密な描写が一部の人気を呼んだ。
1999年から2002年の間、母校の専修大学で、非常勤講師として文芸創作を目的とする教養科目を担当していた（その後、2007年から2014年の間に、再び、専修大学で同様の科目の非常勤講師をしている）。
また、歴史考証家として、漫画『信長戦記』（かわのいちろう著）における合戦考証を担当した。

## 作品リスト

### 小説
- 『龍王の淡海』 - 1993年6月10日
- 『狼たちの黄昏』 - 1994年2月10日
- 『狼たちの郷愁』 - 1994年6月10日
- 『狼たちの傷心』 - 1994年11月10日
- 『フロリカ　－時の鎖－』 - 1995年1月10日
- 『邪眼』 - 1995年8月10日
- 『呪願』 - 1996年1月10日
- 『兇刃』 - 1996年5月10日
- 『骨喰島』 - 1996年9月10日
- 『霊視』 - 1997年3月10日
- 『聖王の柩』 - 1998年6月10日

（以上、すべて集英社スーパーファンタジー文庫）
- 『陰陽師は式神を使わない　陰陽道馬神流初伝・入門篇』 - 2006年1月30日
- 『戦乱学園！　合戦の第一法則・弱い武将はよく攻める』 - 2009年1月24日

（集英社スーパーダッシュ文庫）

### 評論・随筆
- 『大人の新常識 時代劇のウソ？ホント？』 - 2005年10月20日

（リイド社リイド文庫）

### 漫画
- 『信長戦記』1〜6巻 - 2009年〜2012年連載（コミック乱、画：かわのいちろう/合戦考証：藤原京)

（リイド社SPコミックス）